# České Lhotice
Obec České Lhotice se nachází v okrese Chrudim, kraj Pardubický, přes jedenáct kilometrů jižně od Chrudimi a dva kilometry západně od Nasavrk. Žije zde 123 obyvatel.

## Historie
Ve druhém století před naším letopočtem se zhruba na místě dnešní části obce Hradiště, na ostrohu nad řekou Chrudimkou, rozkládalo keltské oppidum. První písemná zmínka o vesnici (Lhotyczie) pochází z roku 1329.

## Přírodní poměry
Obec se nachází v Železných horách na území stejnojmenné chráněné krajinné oblasti. Zatímco jižní část katastrálního území obce je převážně plochá, na severu spadá do kaňonu řeky Chrudimky, ke Křižanovické přehradě a na území přírodní rezervace Krkanka.

## Části obce
- České Lhotice (včetně základní sídelní jednotky Vedralka a osady Kopáčov)
- Hradiště

## Pamětihodnosti
Nad obcí byla v roce 2006 otevřena rozhledna Boiika, ze které je panoramatický rozhled na Krkonoše, Orlické hory, Králický Sněžník a Jeseníky.